# Tourisme en Angola

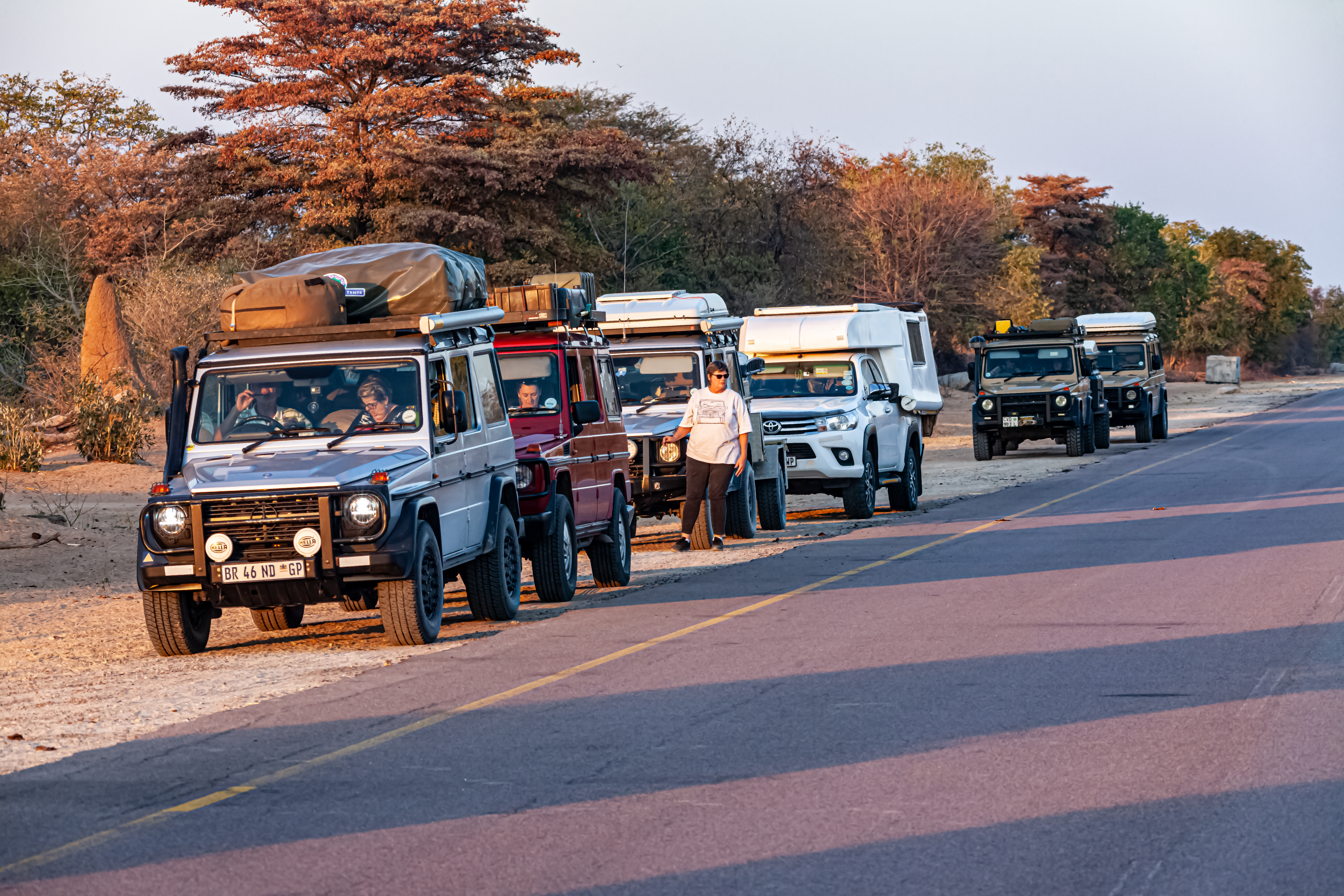
Véhicules tout-terrain faisant une pause.

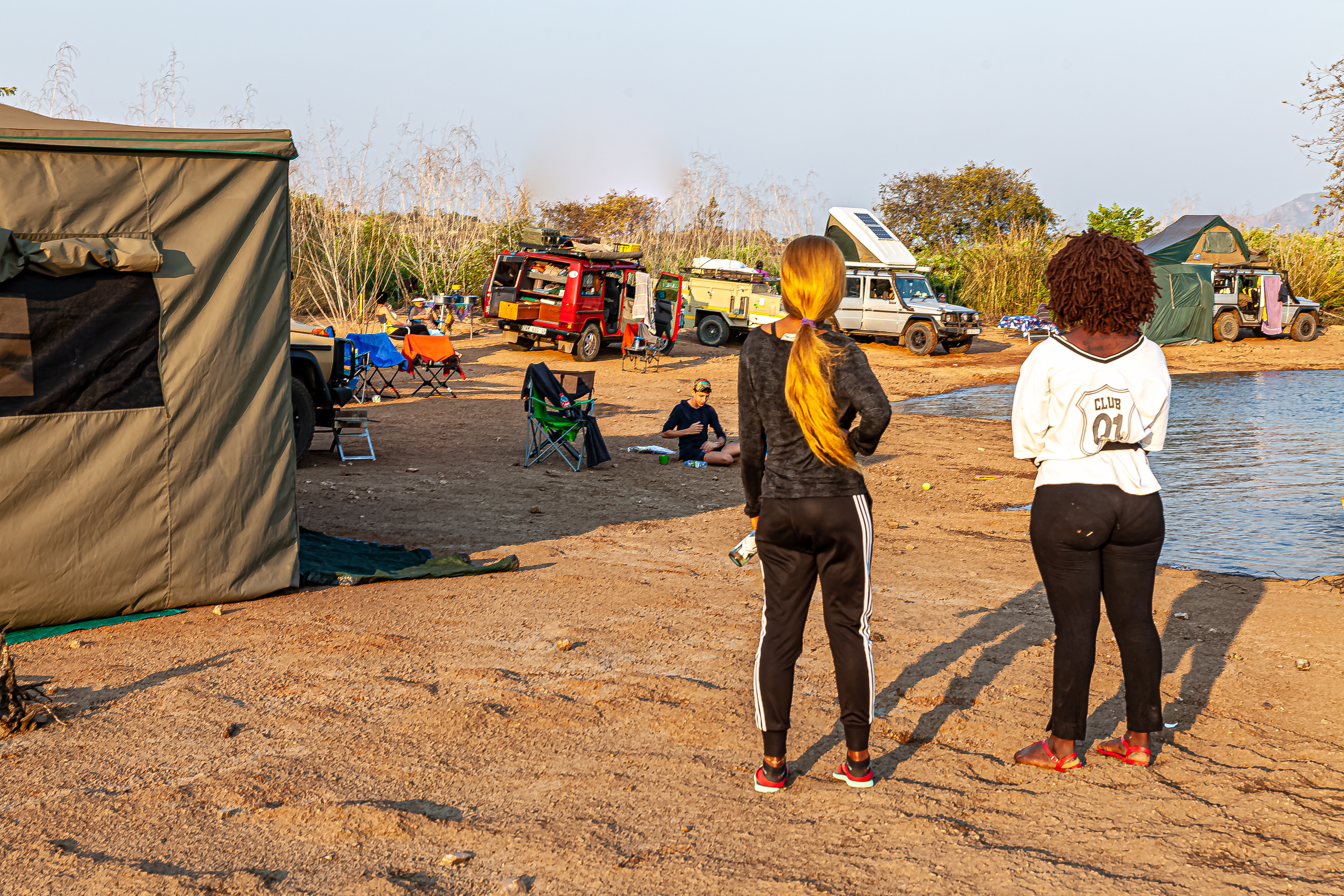
Deux Angolaises observant des campeurs sud-africains.

Le tourisme en Angola (República de Angola) se base sur la beauté naturelle des paysages du pays, dont rivières, cascades, parcs naturels et littoral (1650 km) pittoresque. L'industrie du tourisme de l'Angola est relativement nouvelle : une grande partie du pays a été détruite pendant la guerre civile post-coloniale (1975-2002), et il existe peu d'infrastructures et de constructions anciennes remarquables, coloniales (Angola portugais, 1575-1975) ou non (Royaume Lunda, Royaume du Kongo, Guerre d'indépendance de l'Angola  (1961-1975), République populaire d'Angola (1975-1992)).
L’Angola a des exigences de visa compliquées et onéreuses comme du type soviétique. Elle n'accorde pas de visa à l’arrivée aux voyageurs qui viennent de l’Union Européenne ou des États-Unis. Elle n’a pas non plus de régime sans visa. Pour obtenir le visa, il faut fournir la lettre d’invitation officielle, les documents concernant le but du voyage, une copie de l’itinéraire de voyage, la preuve de financement, etc.

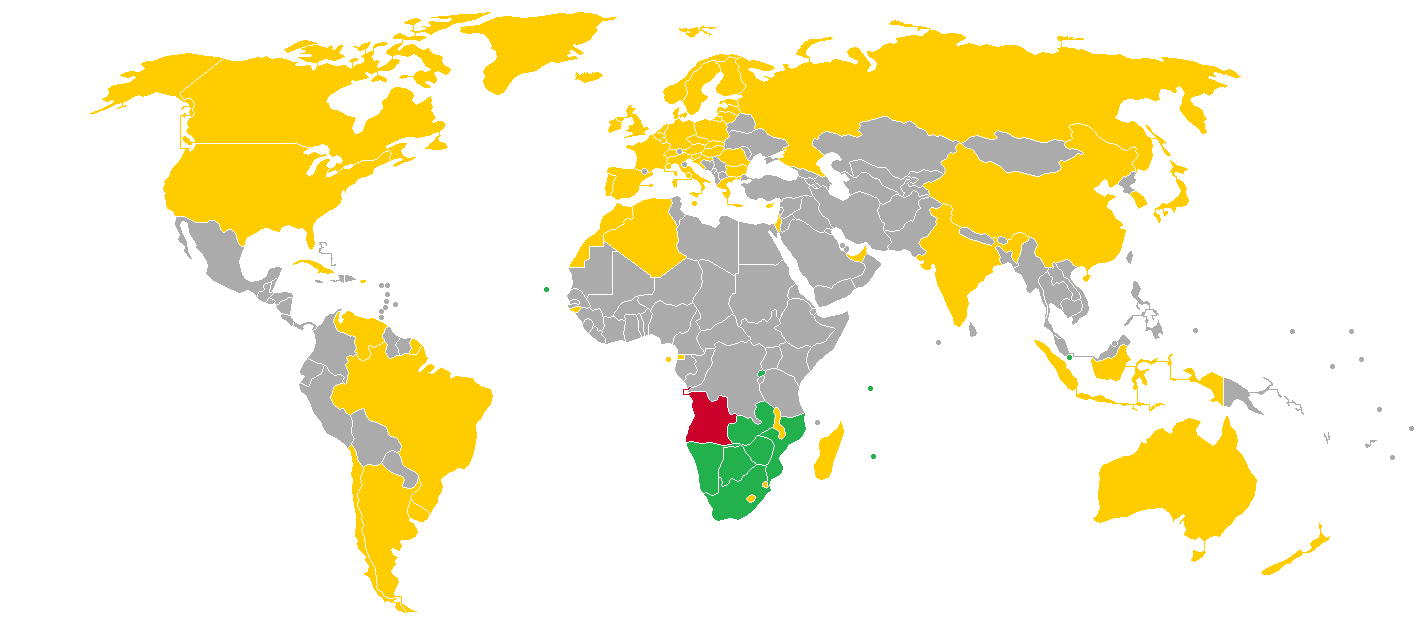
Angola
Pays exempté de visa
Visa à l'arrivée
Visa requis

Toutefois les ressortissants de onze pays — Afrique du Sud, Botswana, Cap-Vert, Maurice, Mozambique, Namibie, Rwanda, Seychelles, Singapour, Zambie et Zimbabwe — peuvent rester jusqu'à un mois en Angola sur présentation d'un passeport valide sans nécessité de visa[source insuffisante].

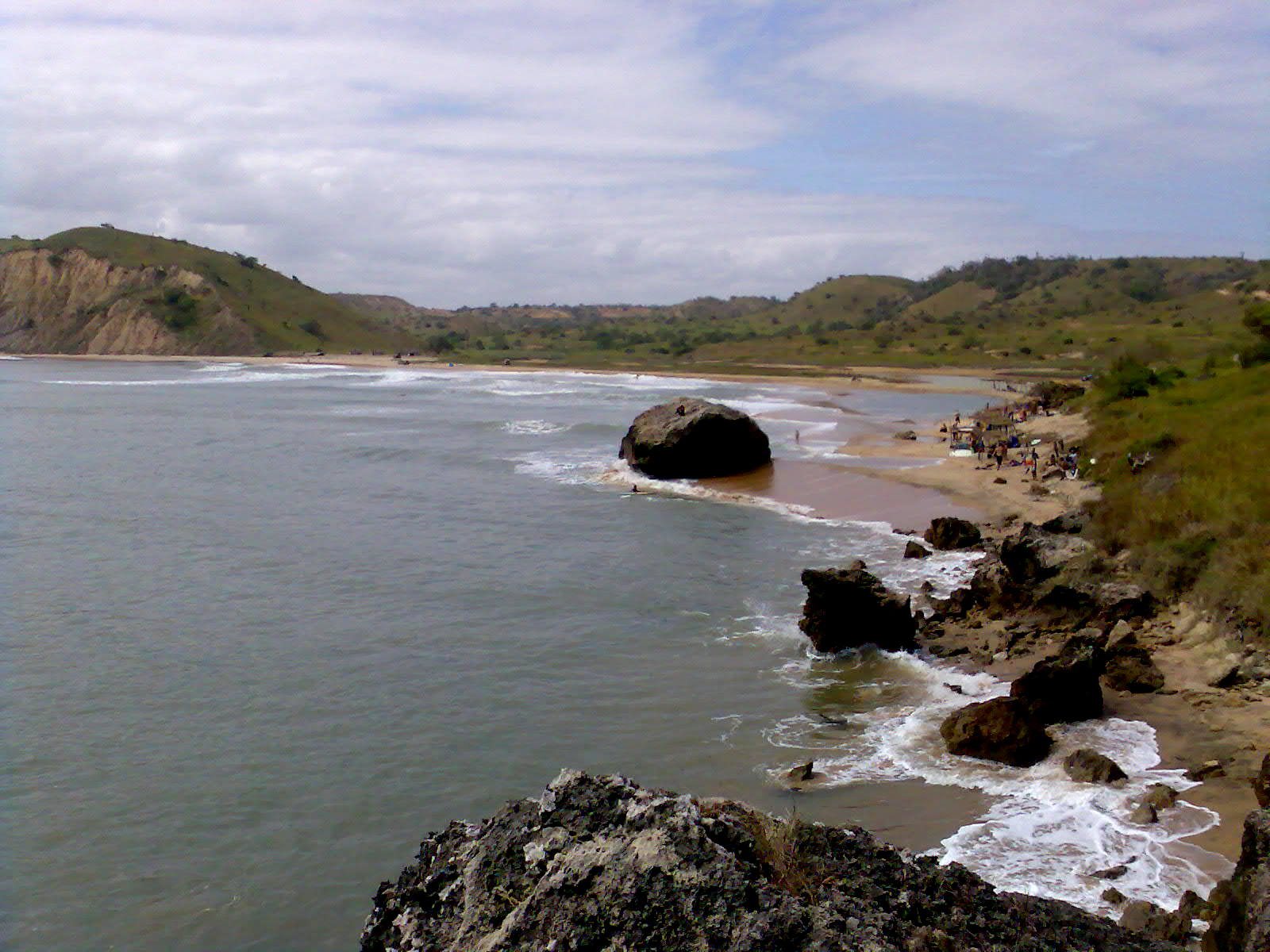
Plage sur l'océan Atlantique près de Cabo Ledo (pt).
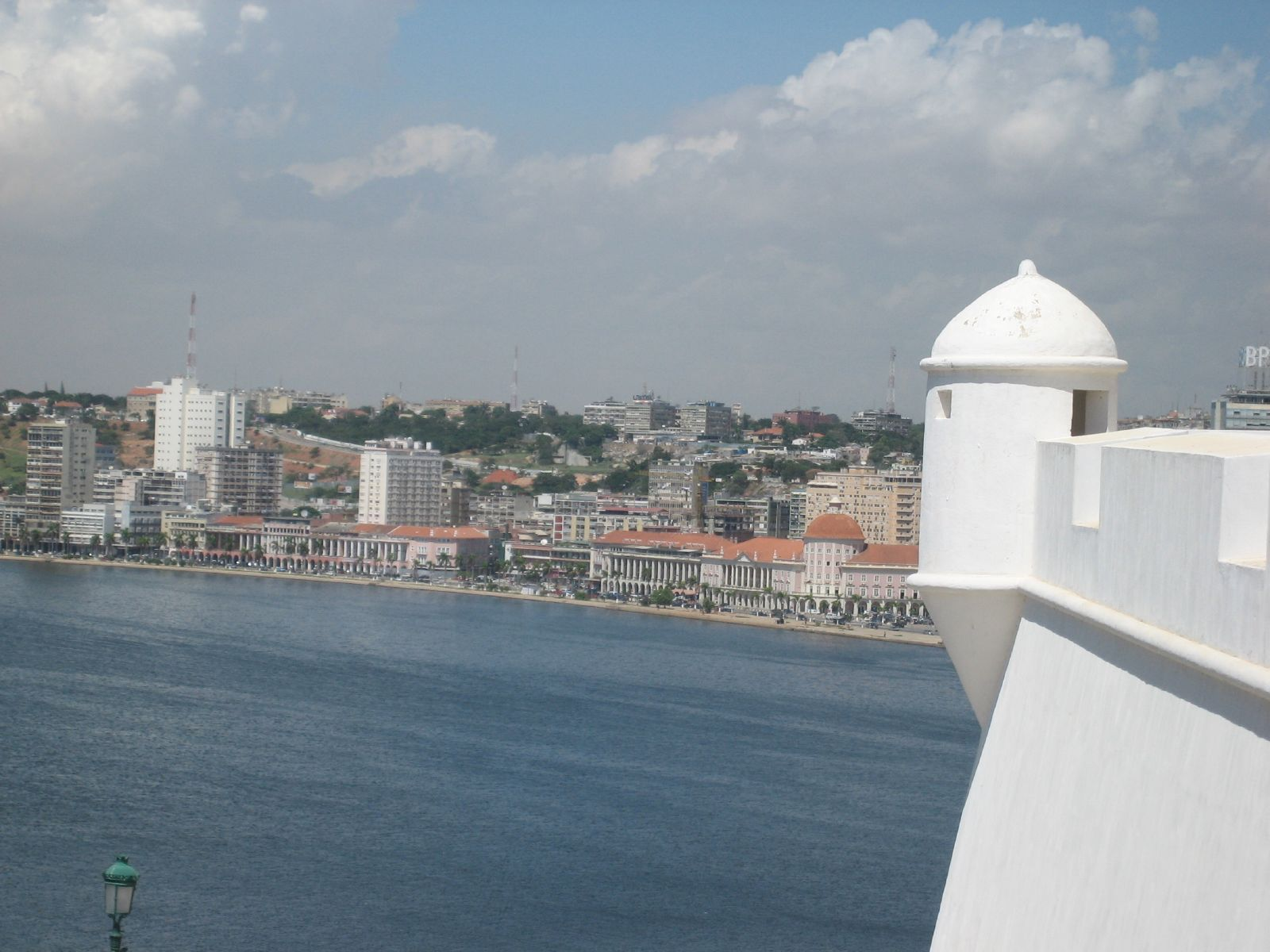
Luanda, front de mer vu depuis la forteresse de São Miguel (pt).
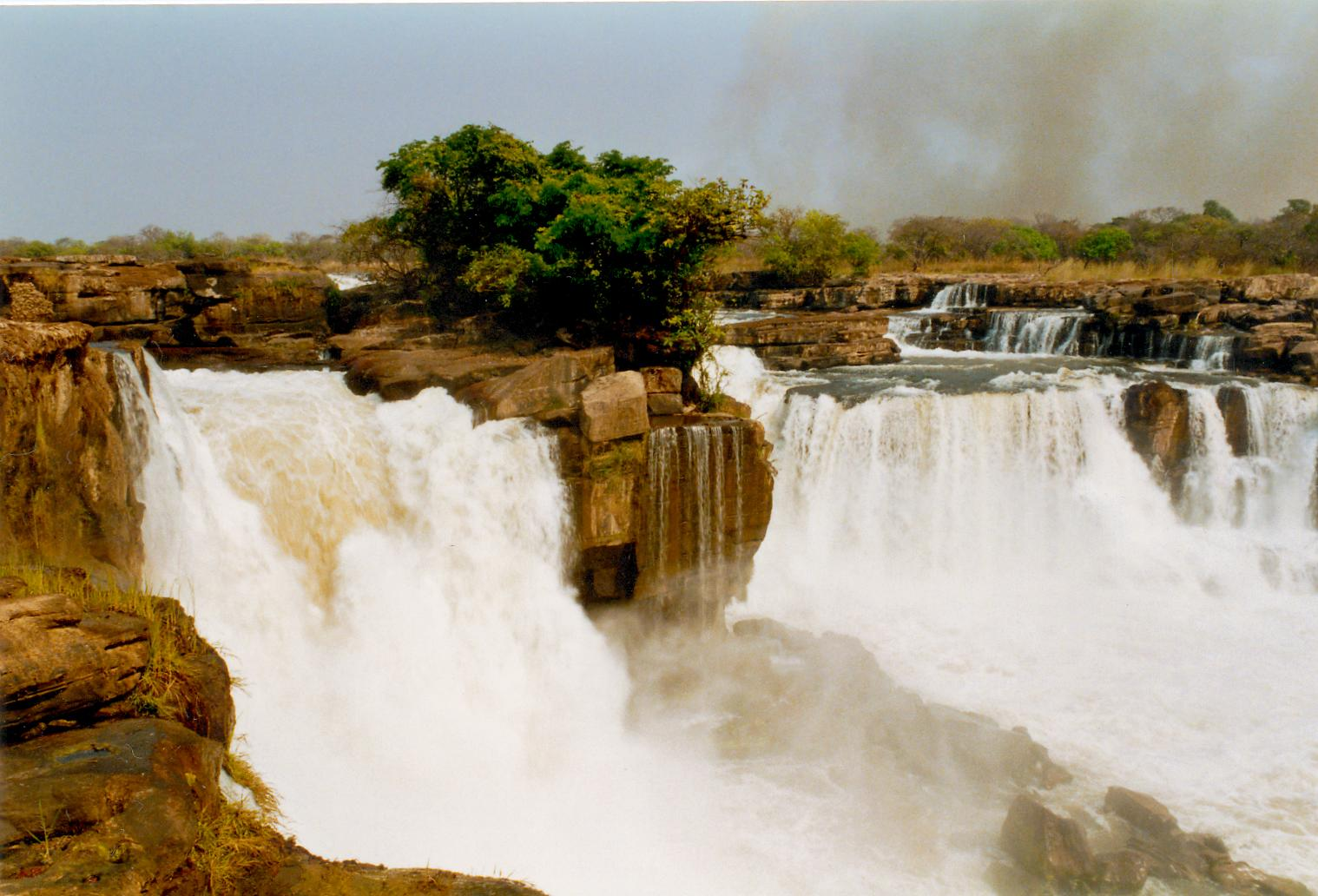
Chutes de Tazua sur le Kwango.
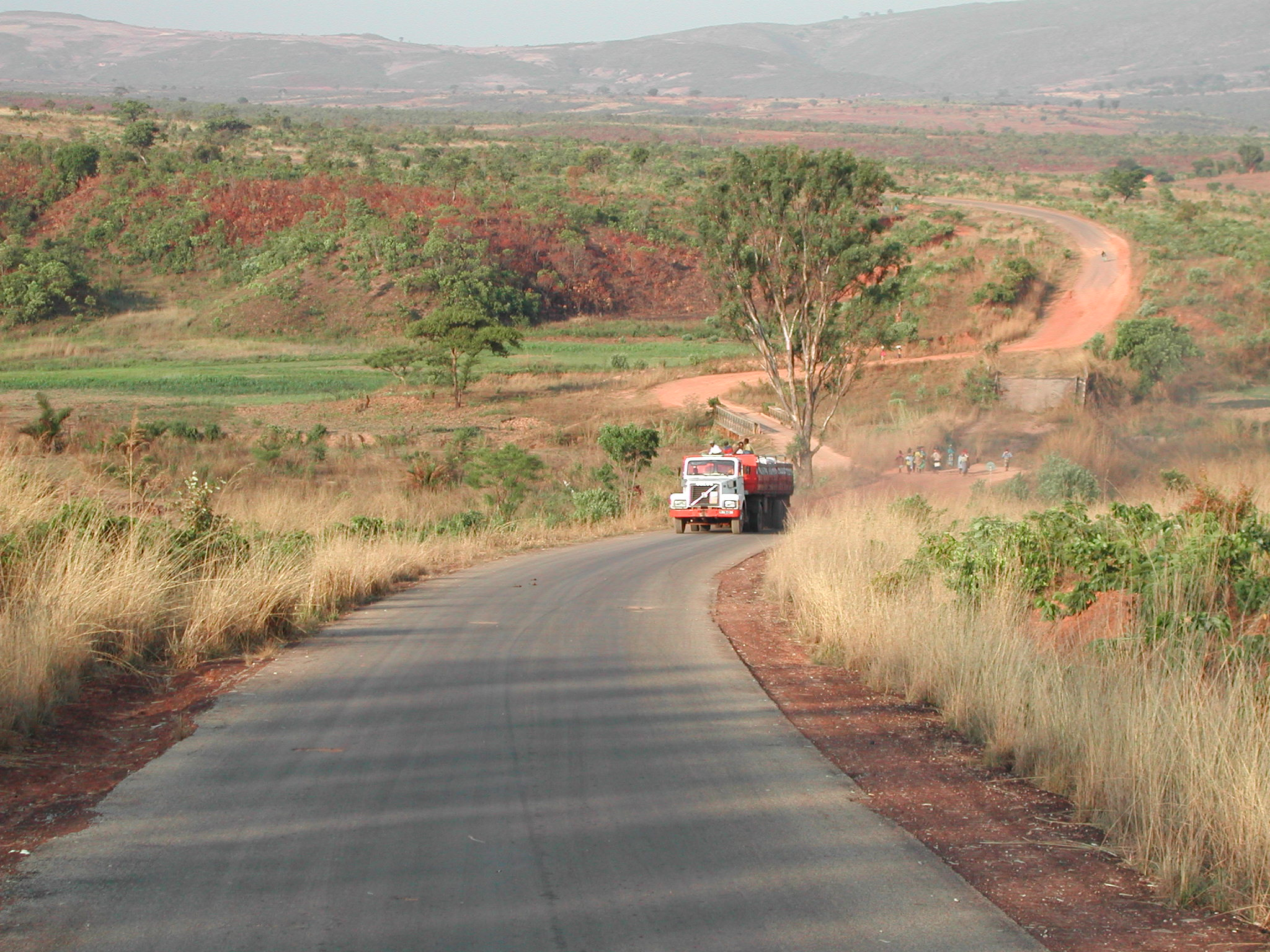
Pont temporaire entre Ukuma et Huambo.
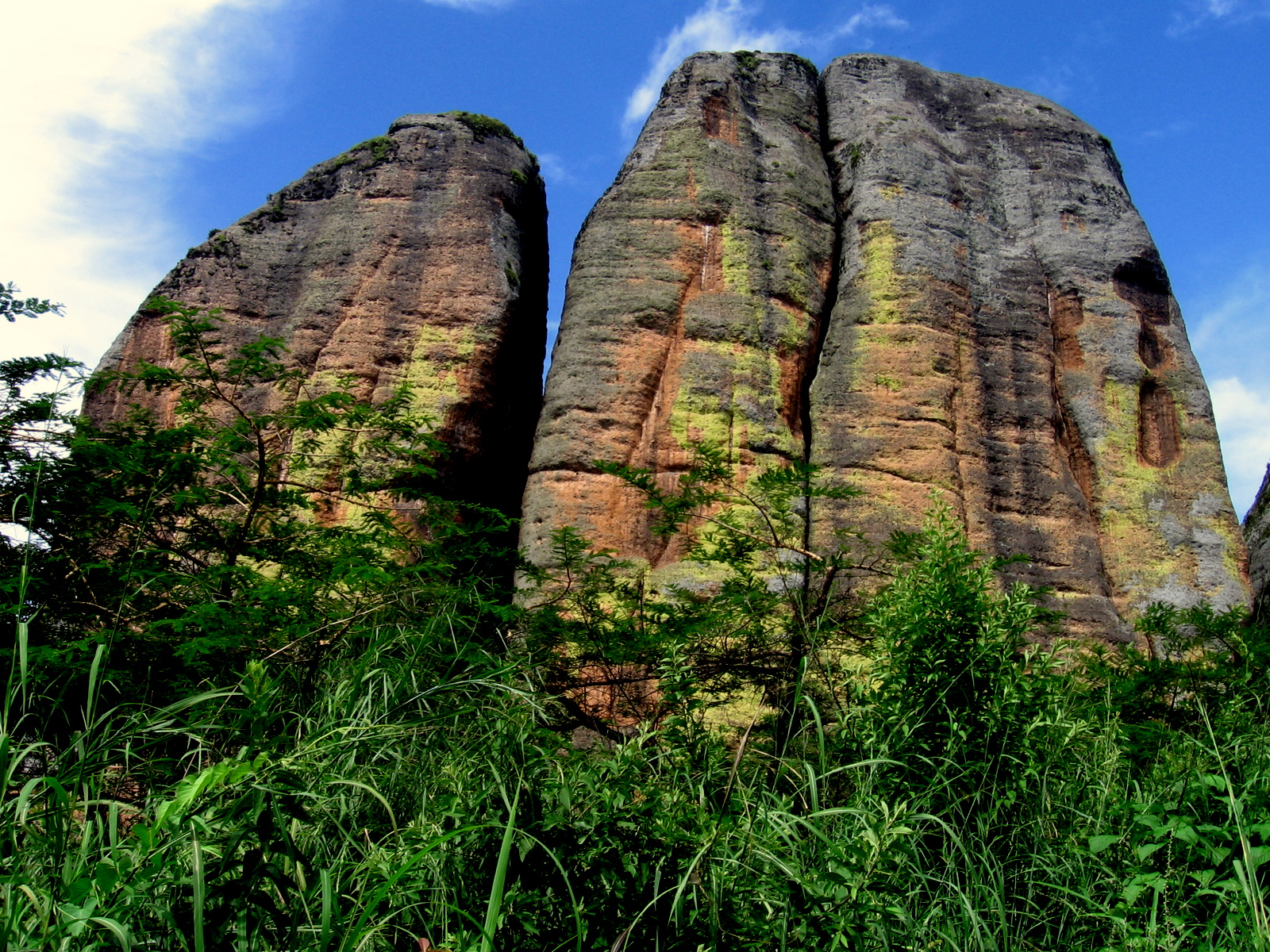
Pedras Negras de Pungo Andongo (pt).
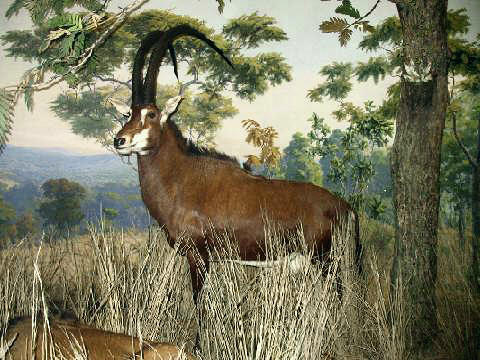
Hippotrague noir géant[3].